# Karin Jurczyk

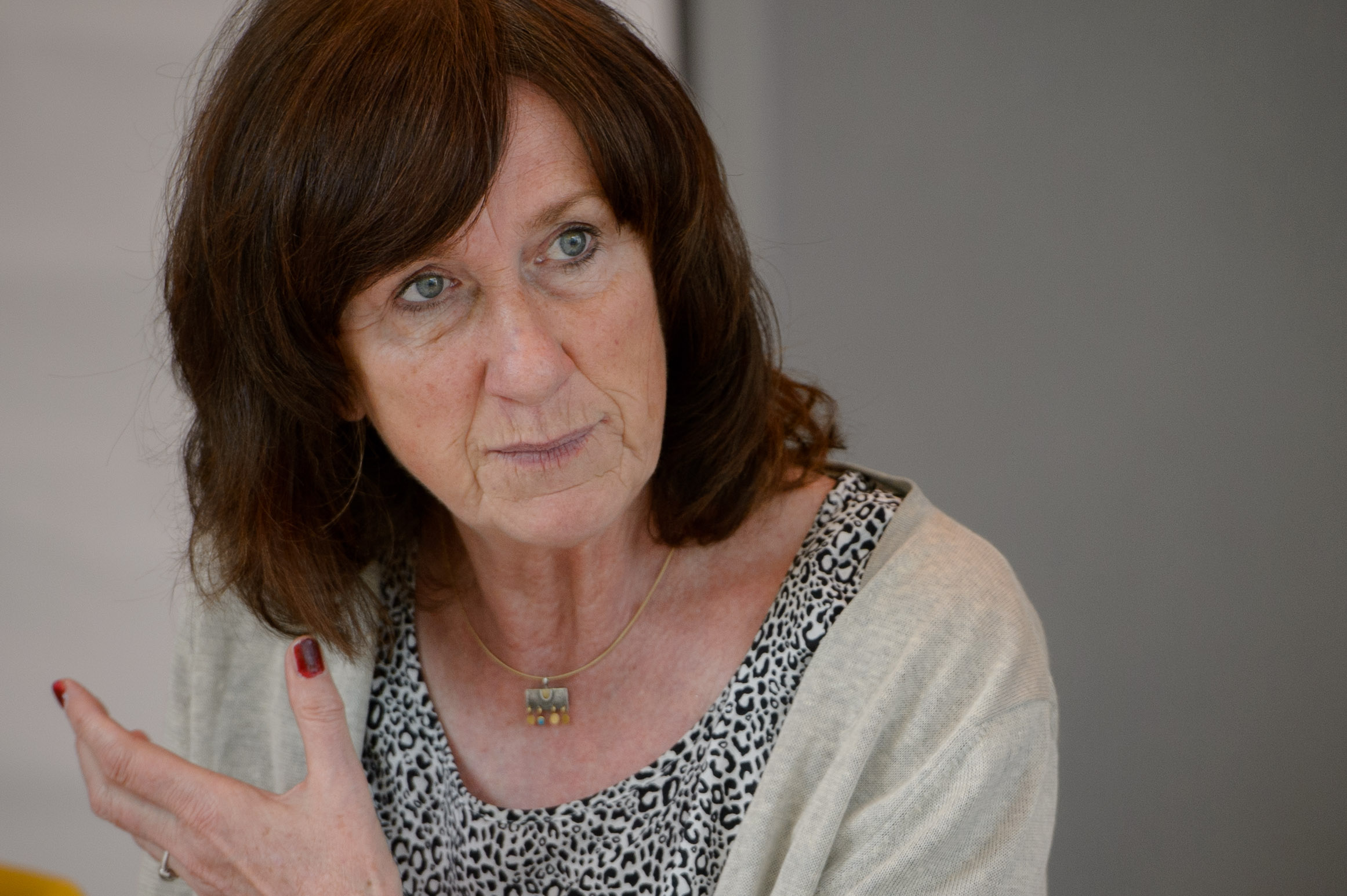
Karin Jurczyk, 2015

Karin Jurczyk (* 9. April 1952) ist eine deutsche Familiensoziologin und Buchautorin. Von 2002 bis 2019 war sie Leiterin der Abteilung Familie und Familienpolitik am Deutschen Jugendinstitut.

## Leben
Nach einem Studium der Soziologie und Politologie in München promovierte sie an der Universität Bremen über Familienpolitik als andere Arbeitspolitik.
Jurczyk wurde mit ihrer Forderung nach einem Elterntag, der Vater- und Muttertag ersetzen soll, auch einem breiten Publikum bekannt. Die Politik dürfe sich nicht zu sehr auf Kleinkindförderung verengen, sondern Familienförderung müsse lebenslang und in seiner ganzen Breite von heutigen Familienmodellen geplant werden.
Sie ist Vorstandsmitglied der Deutschen Gesellschaft für Zeitpolitik e. V.

## Ausgewählte Publikationen
- Frauenarbeit und Frauenrolle. Zum Zusammenhang von Familienpolitik und Frauenerwerbstätigkeit in Deutschland von 1918–1875. 3. Auflage. Frankfurt/New York: Campus, 1978, ISBN 3-593-32350-8.
- Familienpolitik als andere Arbeitspolitik. Wie die Arbeitskraft der Frauen verfügbar gehalten wird und was die Männer davon haben. (= Werkstattberichte des Forschungsschwerpunkts Arbeit und Bildung der Universität Bremen. Nr. 9). Bremen: Universität, 1990, DNB 901339733 (zugl. Diss., LMU München).
- Die Arbeit des Alltags. Beiträge zu einer Soziologie der alltäglichen Lebensführung (hg. mit Maria S. Rerrich). Lambertus. Freiburg im Breisgau: Lambertus, 1993. ISBN 3-7841-0679-X.
- Projektgruppe Alltägliche Lebensführung (Hrsg.): Alltägliche Lebensführung. Arrangements zwischen Traditionalität und Modernisierung. Opladen: Leske & Budrich, 1995. ISBN 3-8100-1461-3.
- Von der Tagespflege zur Familientagesbetreuung. Zur Zukunft öffentlich regulierter Kinderbetreuung in Privathaushalten. (mit Thomas Rauschenbach, Wolfgang Tietze u. a.) Weinheim/Basel: Beltz, 2004. ISBN 3-407-56295-0.
- Tagespflege zwischen Markt und Familie. Neue Herausforderungen und Perspektiven. (mit Angelika Diller und Thomas Rauschenbach) Reihe DJI-Fachforum Bildung und Erziehung. Bd. 2. München: DJI, 2005. ISBN 3-87966-432-3.
- Das Private neu denken. Erosionen, Ambivalenzen, Leistungen. (hg. mit Mechtild Oechsle). Münster: Westfälisches Dampfboot, 2008. ISBN 978-3-89691-221-3.
- Entgrenzte Arbeit - entgrenzte Familie (mit Michaela Schier, Peggy Szymenderski, Andreas Lange, Gerd-Günter Voß). Berlin: Edition Sigma, 2009. ISBN 978-3-8360-8700-1.
- Zeit für Beziehungen? Zeit und Zeitpolitik für Familien (hg. mit Martina Heitkötter, Andreas Lange, und Uta Meier-Gräwe). Opladen/Farmington Hills: Barbara Budrich, 2009. ISBN 978-3-86649-187-8.
- Vaterwerden und Vatersein heute. Neue Wege – Neue Chancen! (hg. mit Andreas Lange). Gütersloh: Bertelsmann Stiftung, 2009. ISBN 978-3-86793-035-2.
- Doing Family - Familienalltag heute (hg. mit Andreas Lange und Barbara Thiessen). Weinheim: Juventa, 2010. ISBN 978-3-7799-2239-1.
- Familienpolitik im 21. Jahrhundert (hg. mit Kirsten Hanssen und Sabina Schutter, Expertenkommission Familie). Gütersloh: Bertelsmann Stiftung, 2011. ISBN 978-3-86793-341-4.
- Gender und Familie (hg. mit Barbara Keddi). Opladen/Farmington Hills: Verlag Barbara Budrich, 2013. ISBN 978-3-8474-0033-2.
- Gemeinsames Sorgerecht nicht miteinander verheirateter Eltern (hg. mit Sabine Walper). Wiesbaden: Springer VS, 2013. ISBN 978-3-658-00349-4. Vorabversion als PDF
- Doing Family. Warum Familienleben heute nicht mehr selbstverständlich ist. (hg. mit Andreas Lange, Barbara Thiessen). Weinheim und Basel: Beltz Juventa, 2014. ISBN 978-3-7799-2239-1
- Selbstbestimmte Optionszeiten im Erwerbsverlauf (hg. mit Ulrich Mückenberger). München: Deutsches Jugendinstitut, 2020. ISBN 978-3-86379-335-7 Optionszeiten Abschlussbericht als PDF